# Björn Runeborg
Björn Rune Runeborg, född 14 november 1937 i Visby, Gotlands län, död 3 oktober 2021 i Stockholm,
 var en svensk författare.

## Biografi
Björn Runeborg studerade vid Aberdeens universitet och Handelshögskolan i Stockholm. Han var sedan anställd vid bland annat Svenska Röda Korset. Runeborg debuterade 1962 med Utflykten. Mest känd är han för romanerna En tid i Visby (1996) och Väduren (1999), där båda titlarna nominerades till Augustpriset, vilket även skedde för Socialdemokratiska noveller (2018). Runeborg har även skrivit dramatik för teatern, radio och tv. Runeborg skrev manus till tv-serierna Xerxes (1988), i regi av Peter Schildt och Facklorna (1991) i regi av Åke Sandgren. Runeborg fick Sveriges Radios romanpris 2008 för sin roman Dag. I boken Orestes tvekade aldrig skriver han om mordet på Anna Lindh. 
Runeborg var son till överstelöjtnant Stig Runeborg och förskollärare Wivika (ogift Hallberg). Han var sedan 1964 gift med psykolog Mabel (ogift Granås).

## Priser och utmärkelser
- 1964 – Albert Bonniers stipendiefond för yngre och nyare författare
- 1966 – Litteraturfrämjandets stipendiat
- 1969 – Litteraturfrämjandets stipendiat
- 1974 – TCO:s kulturpris
- 1982 – Beskowska resestipendiet
- 2008 – Sveriges Radios romanpris för Dag
- 2010 – Lars Ahlin-stipendiet
- 2012 – De Nios Vinterpris